# Мисс Интернешнл 1988

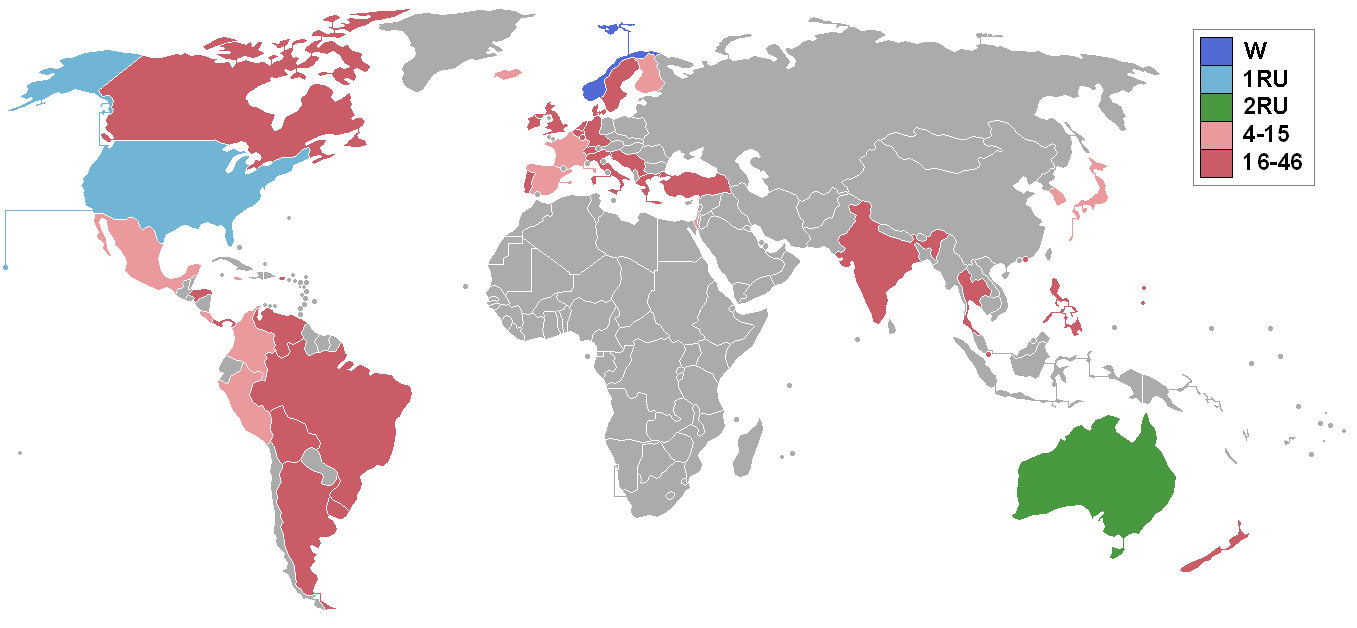
Страны-участницы Мисс Интернешнл

Мисс Интернешнл 1988 (англ. Miss International 1988) — 28-й международный конкурс красоты Мисс Интернешнл, проведённый 17 июля, 1988 года в Гифу (Япония), который выиграла Катерине Александра Гуде из Норвегии.

## Финальный результат
| Финальные результаты | Участница |
| -------------------- | --- |
| Мисс Интернешнл 1988 | - Норвегия — Катерине Александра Гуде |
| 1-я вице-мисс        | - США — Дана Мишель Ричмонд |
| 2-я вице-мисс        | - Австралия — Тони-Джин Фрэнсис Питерс |
| Топ 15               | - Колумбия — Адриана Мария Эскобар Мехия - Коста-Рика — Эрика Мария Паоли Гонсалес - Финляндия — Сари Сусанна Пяяккёнен - Франция — Натали Маркай - Исландия — Гудбьёрг Гиссурардоттир - Израиль — Галит Ахарони - Ямайка — Мишель Саманта Уилльямс - Япония — Юки Егами - Республика Корея — Йюн-Хин Ли - Мексика — Мария Алехандра Марино Феррер - Перу — Сусан Мария Леон Карасса - Испания — Мария Кармен Арагаль Касаделья |

## Специальные награды
| Награда                    | Участницы                               |
| -------------------------- | --------------------------------------- |
| Лучший национальный костюм | - Бразилия — Элизабет Феррейра да Силва |
| Мисс Дружба                | - Гуам — Лиса Мария Камачо              |
| Мисс Фотогеничность        | - Таиланд — Пассорн Боонякирит          |

## Участницы
| - Аргентина — Адриана Патрисия Альмада - Австралия — Тони-Джин Фрэнсис Питерс - Бельгия — Александра Элизабет Винклер - Боливия — Соня Монтеро - Бразилия — Элизабет Феррейра да Силва - Канада — Катерина Стэйшин - Колумбия — Адриана Мария Эскобар Мехия - Коста-Рика — Эрика Мария Паоли Гонсалес (Universe 88) - Дания — Тина Мария Йоргенсен - Финляндия — Сари Сусанна Пяяккёнен - Франция — Натали Маркай (Universe 87; SF World 87) - Германия — Кристиана Копп (World 87 & Universe 88) - Греция — Василики Геротодору - Гуам — Лиса Мария Камачо (Universe 88) - Нидерланды — Эллис Адриесен - Гондурас — Эрика Агилера Гарай - Гонконг — Бетси Чунг Фунг-Ни - Исландия — Гудбьёрг Гиссурардоттир (Universe 89) - Индия — Шикка Сварооп - Ирландия — Карин Мэй О’Рейлли - Израиль — Галит Ахарони - Италия — Фабиола Рицци - Ямайка — Мишель Саманта Уилльямс | - Япония — Юки Егами - Республика Корея — Йун-хии Ли - Люксембург — Изабель Сеара - Мексика — Мария Алехандра Мерино Феррер - Новая Зеландия — Ники Лиза Джиллетт - Северные Марианские Острова — Глория Патрисия Пропст - Норвегия — Катерина Александра Гуде - Панама — Ксельмира дель Кармен Тристан - Перу — Сусан Мария Леон Карасса - Филиппины — Мария Антеа Орета Роблес - Португалия — Мария Элена Рапозу Канелаш - Пуэрто-Рико — Йоланда Мартинес - Сингапур — Анджелин Лип Лай Фонг - Испания — Мария Кармен Арагаль Касаделья - Швеция — Ульрика Хелена Вестергрен - Швейцария — Корина Виттвер - Таиланд — Пассорн Боонякиат - Турция — Дидем Фатма Аксель - Уругвай — Хисель Сильва Сьенра (World 88) - США — Дана Мишель Ричмонд - Венесуэла — Мария Эухения Дуарте - Югославия — Альма Хасанбашич |

## Не участвовали
- Барбара Бригитта Тифенбахер

## Сноски
1. 1 2 3 4 5  Miss International winners. Manila Standard. Reuters. 19 июля 1988. Архивировано 2 июня 2021. Дата обращения: 22 февраля 2011.